# Macropsis acapulco
Macropsis acapulco är en insektsart som beskrevs av Hamilton 1983. Macropsis acapulco ingår i släktet Macropsis och familjen dvärgstritar. Inga underarter finns listade i Catalogue of Life.